# Палмер (Канзас)
Палмер (англ. Palmer) — місто (англ. city) в США, в окрузі Вашингтон штату Канзас. Населення — 125 осіб (2020).

## Географія
Палмер розташований за координатами 39°37′58″ пн. ш. 97°8′25″ зх. д. / 39.63278° пн. ш. 97.14028° зх. д. (39.632875, -97.140377).  За даними Бюро перепису населення США в 2010 році місто мало площу 0,80 км², з яких 0,80 км² — суходіл та 0,01 км² — водойми.

## Демографія
Згідно з переписом 2010 року, у місті мешкало 111 особа в 50 домогосподарствах у складі 34 родин. Густота населення становила 138 осіб/км².  Було 62 помешкання (77/км²).
Расовий склад населення:
| - 89,2 % — білих - 10,8 % — осіб інших рас |

До двох чи більше рас належало 0,0 %. Частка іспаномовних становила 13,5 % від усіх жителів.
За віковим діапазоном населення розподілялося таким чином: 17,1 % — особи молодші 18 років, 63,1 % — особи у віці 18—64 років, 19,8 % — особи у віці 65 років та старші. Медіана віку мешканця становила 50,1 року. На 100 осіб жіночої статі у місті припадало 101,8 чоловіків;  на 100 жінок у віці від 18 років та старших — 100,0 чоловіків також старших 18 років.
Середній дохід на одне домашнє господарство  становив 50 755 доларів США (медіана — 39 000), а середній дохід на одну сім'ю — 51 267 доларів (медіана — 39 750). За межею бідності перебувало 43,6 % осіб, у тому числі 76,3 % дітей у віці до 18 років та 4,3 % осіб у віці 65 років та старших.
Цивільне працевлаштоване населення становило 90 осіб. Основні галузі зайнятості: сільське господарство, лісництво, риболовля — 25,6 %, освіта, охорона здоров'я та соціальна допомога — 21,1 %, виробництво — 18,9 %.